# Commelina rufipes
Commelina rufipes är en himmelsblomsväxtart som beskrevs av Moritz August Seubert. Commelina rufipes ingår i släktet himmelsblommor, och familjen himmelsblomsväxter.

## Underarter
Arten delas in i följande underarter:
- C. r. glabrata
- C. r. rufipes